# Octotonisch
De octotonische ladder is een toonreeks bestaand uit acht (octo = acht) tonen. De bekendste en meest gebruikte octotonische ladder bestaat uit een opeenvolging van afwisselend kleine en grote secundes (intervallen). Deze wordt veel in de jazz gebruikt om te improviseren, meestal over verminderde akkoorden (bijvoorbeeld C°) en over septiemakkoorden met een ♭9 en een 13 (en ook een ♯11). Ook in de klassieke muziek komt gebruik van de octotonische ladder voor, bijvoorbeeld in de muziek van Igor Stravinsky en Claude Debussy. Van de componisten uit de 20e eeuw maakte onder anderen Olivier Messiaen gebruik van octotonische toonladders.
De octotonische ladder is mogelijk voor het eerst gebruikt door Nikolai Rimsky-Korsakov, die deze "muzikale ontdekking" beschreef in My Musical Life.
De octotonische ladder kan beginnen met zowel een grote als een kleine secunde:
- beginnend met een grote secunde:
- beginnend met een kleine secunde:

Als gevolg hiervan zijn er dus maar drie verschillende ladders mogelijk qua toonmateriaal: